# バーバー郡 (アラバマ州)
バーバー郡（英: Barbour County）は、アメリカ合衆国アラバマ州の南東部に位置する郡である。2010年国勢調査での人口は27,457人であり、2000年の29,038人から5.4%減少した。郡庁所在地はクレイトン町（人口3,008人）であり、同郡で人口最大の都市はユーファウラ市（人口13,137人）である。郡名はバージニア州知事を務めたジェイムズ・バーバーに因んで名付けられた。

## 歴史
バーバー郡は1832年12月18日に、クリーク族から譲渡されていた土地とパイク郡の一部を合わせて設立された。クリーク族はミシシッピ川の西にあるインディアン準州に移住させられた。アメリカ合衆国南部からの移民が奴隷の労働力により、大規模綿花プランテーションを肥沃な大地に開発した。郡の境界は1866年と1868年の2度修正された。1874年、カマー町近くで選挙暴動が起こった。
1833年、ルイビルの町が最初の郡庁所在地に選ばれた。1834年11人の郡政委員が郡の地理的中心に近いクレイトンを選んだ後で、郡庁所在地が移された。1870年代までにユーファウラの町の大きさがクレイトンを上回るようになり、郡庁所在地を商業の中心であるユーファウラに移すべきか、地理的重心のクレイトンに置いたままとするか、激しく議論された。ここで妥協が成立し、1879年2月12日、ユーファウラとクレイトンの両市に郡庁舎を建てることになった。今日も2つの郡庁舎が運営されている。

### バーバー郡出身の州知事
バーバー郡は農園主特権階級が集まる所として、他のどの郡よりも多くの州知事を輩出してきた。知事は6人、知事代行2人がバーバー郡出身である。2000年、郡出身で知事職を務めた8人の男女を顕彰する法をアラバマ州議会が成立させ、バーバー郡知事の道が設立された。
| バーバー郡出身の州知事           |                                 |                |
| 市名                             | 在任年                          | 出身地         |
| -------------------------------- | ------------------------------- | -------------- |
| ジョン・ジル・ショーター         | 1861–1863                       | ユーファウラ   |
| ウィリアム・ドーシー・ジェルクス | 1901–1907                       | ユーファウラ   |
| ブラクストン・ブラッグ・カマー   | 1907–1911                       | スプリングヒル |
| チャールズ・S・マクドウェル      | 1924年7月10日、11日             | ユーファウラ   |
| ショーンシー・スパークス         | 1943–1947                       | ユーファウラ   |
| ジョージ・コーリー・ウォレス     | 1963–1967、1971-1979、1983-1987 | クリオ         |
| ラーリーン・バーンズ・ウォレス   | 1967–1968（在職中に死亡）       | クレイトン     |
| ジェア・ベアズレー               | 1972年6月5日-7月7日             | クレイトン     |

## 地理
アメリカ合衆国国勢調査局に拠れば、郡域全面積は904.52平方マイル (2,342.7 km2)であり、このうち陸地884.90平方マイル (2,291.9 km2)、水域は19.61平方マイル (50.8 km2)で水域率は2.17%である。

### 主要高規格道路
- アメリカ国道82号線
- アメリカ国道431号線
- アラバマ州道10号線
- アラバマ州道30号線
- アラバマ州道51号線

### 隣接する郡
- ラッセル郡 - 北東
- クイットマン郡 (ジョージア州) - 東
- スチュアート郡 (ジョージア州) - 東
- クレイ郡 (ジョージア州) - 南東
- ヘンリー郡 - 南
- デイル郡 - 南
- パイク郡 - 西
- ブロック郡 - 北西

### 国立保護地域
- ユーファウラ国立野生生物保護区（部分）

## 人口動態
以下は2000年の国勢調査による人口統計データである。
| 基礎データ - 人口: 29,038人 - 世帯数: 10,409 世帯 - 家族数: 7,390 家族 - 人口密度: 13人/km2（33人/mi2） - 住居数: 12,461軒 - 住居密度: 5軒/km2（14軒/mi2） 人種別人口構成 - 白人: 51.27% - アフリカン・アメリカン: 46.32% - ネイティブ・アメリカン: 0.45% - アジア人: 0.29% - 太平洋諸島系: 0.03% - その他の人種: 0.91% - 混血: 0.73% - ヒスパニック・ラテン系: 1.65% | 年齢別人口構成 - 18歳未満: 25.4% - 18-24歳: 9.3% - 25-44歳: 29.6% - 45-64歳: 22.4% - 65歳以上: 13.3% - 年齢の中央値: 36歳 - 性比（女性100人あたり男性の人口） - 総人口: 106.4 - 18歳以上: 106.6 世帯と家族（対世帯数） - 18歳未満の子供がいる: 33.3% - 結婚・同居している夫婦: 47.9% - 未婚・離婚・死別女性が世帯主: 19.1% - 非家族世帯: 29.0% - 単身世帯: 26.5% - 65歳以上の老人1人暮らし: 12.1% - 平均構成人数 - 世帯: 2.53人 - 家族: 3.04人 | 収入と家計 - 収入の中央値 - 世帯: 25,101米ドル - 家族: 31,877米ドル - 性別 - 男性: 28,441米ドル - 女性: 19,882米ドル - 人口1人あたり収入: 13,316米ドル - 貧困線以下 - 対人口: 26.8% - 対家族数: 21.6% - 18歳未満: 37.1% - 65歳以上: 26.4% |

2000年時点で信徒数の多い宗教会派は福音主義プロテスタントの8,935人とメインライン・プロテスタントの2,492人だった。宗教組織としては南部バプテスト連盟の7,576人とユナイテッド・メソジスト教会の1,811人が大きかった。

## 都市と町

### 都市
- ベイカーヒル
- クリオ
- ユーファウラ

### 町
- ブルースプリングス
- クレイトン - 郡庁所在地
- ルイスビル

### 未編入の町
- ベイツビル
- カマー
- エラムビル
- マウントアンドリューズ
- スプリングヒル

## 見どころ
郡内にはレイクポイント・リゾート州立公園、ブルースプリングス州立公園、ユーファウラ国立野生生物保護区がある。